# TEE Stanislas
 (8 avril 2025).
Sa qualité peut être largement améliorée en utilisant un vocabulaire plus directement compréhensible.
Le TEE Stanislas (numéro TEE 62-63) est un train rapide qui reliait Strasbourg à Paris-Est du 26 septembre 1971 au 25 septembre 1982. Ce Trans-Europ-Express (donc uniquement en première classe) est exploité par la SNCF. Le 26 septembre 1982 suppression du TEE 63 pour devenir un train Corail 1ère et 2e classe quotidien et le 62 dans son roulement devient le Kléber.
Ce train porte le nom de la place Stanislas de Nancy ainsi nommée en l'honneur du roi de Pologne Stanislas Leszczynski (1677-1766).

## Parcours et arrêts
- 26 septembre 1971 Strasbourg, Nancy, Paris (502 km)[évasif][1].
- Ne circule pas les samedis dans le sens cité ci-dessus ainsi que les dimanches et fêtes dans l'autre[1].

## Matériel et compositions données au départ de Paris Gare de l'Est
- 26 septembre 1971 : Voitures TEE type Grand Confort de la SNCF, 1 jeu comprenant : 1 A4Dt, 2 A8u, 3 A 8tu, 1 Vru, 3 A 8u, (sauf les samedis et veilles de fête en sens pair remplacée par 3 A8uj DEV), et 1 A8u (les vendredis)[4].[évasif]
- 29 septembre 1974 : Composition renforcée à 12 voitures[4].
- 28 septembre 1975 : Composition renforcée à 13 voitures[4].
- 4 mars 1982, transfert de matériel à cause de la complexité des échanges entre les centres de gérance de Paris-Ourcq (Est), Paris Le Landy (Nord), Paris-Masséna (Sud-Ouest) et Paris-Montrouge (Ouest)[5]. De ce fait, durant une courte période on pouvait observer des compositions hybrides au Jules Verne, Kléber et celui-ci[5].
- 10 mars 1982 : Voitures TEE types Mistral 69 de la SNCF, 1 jeu comprenant : 1 A4Dtux, 2 A 8u, 2 A8tu, 1 Vru, 1 A3rtu (facultative) de son roulement, avec un complément de 2 A8tu (sauf lundi) et 1 A 8u (sauf samedi et dimanche) dans le roulement TEE 61-62 Kléber[4].[évasif]

Restauration assurée par la CIWLT.